# القنب الهندي في الصومال
يعرفُ القّنب الهندي بعض التواجد في الصومال كما أنه مذكورٌ في قانون العقوبات الصومالي لعام 1971. تُشير تقارير عامي 1970 و1971 إلى أن القنّب الهندي أو الحشيش بصفةٍ عامّةٍ هو واحدٌ من العقاقير القليلة الموجودة في المخدرات؛ وذلك بخلافِ نبات القات المشهور محليًا. :381

## الحرب الأهلية الصومالية
منذ عام 1996؛ أفادت نيروبي ستاندرد أنَّ أُمراء الحرب الصوماليين كانوا يزرعون الحشيش التي يصلُ حصادها السنوي إلى 160 طنًا ما يُعادل 272 مليون دولار أمريكي تقريبًا وذلك لدعمِ العمليات العسكرية. أشارت دراسة أُجريت عام 2007 حول استخدام المخدرات من قِبل المقاتلين في الحرب الصومالية إلى أن القات هو الأكثر استخدامًا بنسبة 70.1٪ مقارنةً مع 10.7٪ بالنسبة للحشيش و0.6٪ فقط لبذور القنب.
وردَ في تقريرٍ لقناة الجزيرة يعودُ لعام 2008 وذلك عقب استيلاءِ حركة الشباب على مدينة كيسمايو الساحلية أنّ «الحركة المتشدّدة» قد اعتقلت ثلاثة رجال محليين لحيازتهم الحشيش وتمَّ إحراق إمداداتهم ثُمَّ جُلدوا على أيدي المسلحين. أشارت دراسة أخرى أُجريت عام 2013 إلى أن القنب لا زال يتمُّ إنتاجه على نطاقٍ محدودٍ في الصومال وذلك لتصديرهِ إلى المناطق الجنوبية في الصومال نفسه.